# 賈三策 (亳州)
賈三策（1539年—？），字資言，直隸鳳陽府亳州人，民籍，明朝政治人物。

## 生平
嘉靖三十一年（1552年）壬子科應天府鄉試第一百十名，萬曆五年（1577年）丁丑科會試第二百八十二名，登三甲第八名進士。官至工部主事。

## 家族
曾祖賈雲；祖父賈岳，曾任壽官；父賈鑄，曾任壽官。母王氏。严侍下。弟三畏、三戒。